# Matt Macey
Matthew Ryan Macey, né le 9 septembre 1994 à Bath, est un footballeur anglais qui évolue au poste de gardien de but à Colchester United.

## Biographie
Formé à l'Arsenal FC, Matt Macey seulement joue deux pour les Gunners avant de laisser le club en 2014. Il est prêté à Accrington Stanley, Luton Town et Plymouth Argyle 
Le 8 janvier 2021, il rejoint Hibernian FC,.
Le 22 juin 2022, il rejoint Luton Town.
Le 20 janvier 2023, il est prêté à Portsmouth.
Le 12 janvier 2024, il rejoint Portsmouth.
Le 1ermai 2024, Portsmouth dans sa liste annuel de revue d'effectif, déclare qu'il est libéré cet été, à l'expiration de son contrat.